# Праусс, Вернер
Вернер Праусс (нем. Werner Prauss; 26 октября 1933 — 7 марта 2013) — немецкий футболист, защитник. Выступал за сборную Саара.

## Клубная карьера
Большую часть клубной карьеры провёл в клубе «Саарбрюккен». Также выступал за «ТуС Херрензор 1902».

## Карьера в сборной
Единственный матч за сборную Саара провёл 3 июня 1956 года в товарищеской игре со второй сборной Португалии (0:0).